# 九七式普通実包
九七式普通実包（きゅうななしきふつうじっぽう）とは、日本陸軍が使用した7.7mm弾薬の名称である。主として九七式車載重機関銃に用いられた。薬莢後尾の起縁部分が無起縁式となったほかは、九二式普通実包と変わりはない。

## 概要
1937年（昭和12年）7月、九七式車載重機関銃は九二式実包（半起縁式）を用いて射撃試験を行い、結果は作動不良が生じた。そこで当時完成した無起縁式実包を使用し、同月中に陸軍科学研究所構内で試験したところ、非常に良好に作動した。この無起縁式の弾薬は同年11月に富津射場で試験され機能が良好だったことから、1937年（昭和12年）12月24日、陸軍技術本部によって仮制式制定が上申された。弾道性もまた九二式普通実包と変化はなかった。

## その他の弾種
以下の弾種が存在した。薬莢が無起縁となったこと以外は、それぞれ九二式各種実包と同一である。
なお「兵器細目名称表」においては、弾薬の名称は「九七式車載重機関銃弾薬九七式（九二式）○○実包」、「九七式車載重機関銃弾薬空包」という型式で呼称する。後に名称の簡易化を図るため、弾薬の名称が「七粍七銃弾薬九二式○○実包」、「七粍七銃弾薬機関銃空包」へと統一された。
- 九七式除銅実包
- 九七式徹甲実包
- 九七式焼夷実包
- 九七式曳光実包
- 空包

## 改正
1940年（昭和15年）2月24日付の陸軍技術本部長の上申では、弾薬統制のため、九七式普通実包、九七式除銅実包、九七式徹甲実包の名称がそれぞれ九二式普通実包、九二式除銅実包、九二式徹甲実包へと変更されている。なお、この改正の際に銃の機能を良好とするため、薬莢起縁部外径が12.0mmから12.1mmへと変更されている。これにより九二式普通実包には半起縁式の旧来の物と、無起縁式の新式品が混在することになった。
当初は、新製品である無起縁式の九二式実包に対する専用の標識が存在していたが、1941年（昭和16年）3月頃には、旧製品である半起縁式の九二式実包に対して、紙函および運搬箱に「有起縁」を意味する「（○の中に）有」と標識し、かつ雷管外底面の全周に青色塗料（セラックワニス混和）を塗抹する様、関係各所に通牒された。
無起縁式の九二式実包（改正された九七式実包）は、九二式重機関銃、九七式車載重機関銃、九九式軽機関銃、九九式短小銃に共用できた。